# Pinchas Steinberg
Pinchas Steinberg (Israel, 13 de diciembre de 1945) es un director de orquesta israelí. Es actualmente el director principal de la Orquesta Filarmónica de Budapest.

## Trayectoria
Steinberg estudió violín en los EE. UU. con Jascha Heifetz y Joseph Gingold. También estudió composición con Boris Blacher en Berlín.
Su debut como director fue en 1974 con la Orquesta Sinfónica de Radio Berlín a lo que siguieron invitaciones para dirigir la Orquesta Philharmonia de Londres, la Real Filarmónica y la Orquesta Sinfónica de Londres.

### Director invitado
Steinberg dirige como invitado a las principales orquestas americanas y europeas, incluyendo a la Filarmónica de Berlín, la Filarmónica Checa , la Orquesta de París, la Orquesta Nacional de Francia, la Orquesta de Santa Cecilia de Roma, la Orquesta del Festival de Budapest, la Israel Philharmonic, la Orquesta Sinfónica de la NHK (Tokio), la Orquesta Filarmónica de Múnich, la Orquesta de Cleveland, la Orquesta Sinfónica de Boston, la Orquesta Sinfónica de Dallas y la Real Orquesta Filarmónica de Estocolmo, entre muchas otras.

### Actuaciones en festivales
Sus actuaciones han incluido a los festivales de Salzburgo, Múnich, Berlín, Praga, Viena, Verona, Granada, Orange y el Festival Richard Strauss en Garmisch.

### Ópera
Entre las actuaciones de ópera de Steinberg se incluyen a la Ópera Estatal de Viena, el Covent Garden de Londres, San Francisco, París, Roma, Turín, Nápoles, Madrid, Barcelona, Múnich, Berlín y Hamburgo. Su debut en La Scala fue en 2010, dirigiendo a la Orquesta Filarmónica de la Scala en tres conciertos de las Escenas del Fausto de Goethe de Robert Schumann.

## Puestos destacados
- De 1988 a 1993, director invitado permanente en la Ópera Estatal de Viena.[3]
- De 1989 a 1996, director principal de la Orquesta Sinfónica de la Radio de Viena.[4]
- De 2002-2005, director musical de la Orquesta de la Suisse Romande en Ginebra.[5]
- De 2014–presente, director principal de la Orquesta Filarmónica de Budapest.[6]

## Discografía selecta
- Alfredo Catalani: La Wally (1990)
- Jules Massenet: Chérubin (1992) (Grand Prix du Disque, Diapason d'Or, Premio de la crítica alemana y Caecilia Prize de Bruselas).
- Wagner: Der fliegende Holländer (1993)
- Richard Strauss: Die Schweigsame Frau (2002)
- Mozart: La clemenza di Tito (2006)